# Tillandsia hondurensis
Tillandsia hondurensis là một loài thực vật có hoa trong họ Bromeliaceae. Loài này được Rauh miêu tả khoa học đầu tiên năm 1981.

## Hình ảnh

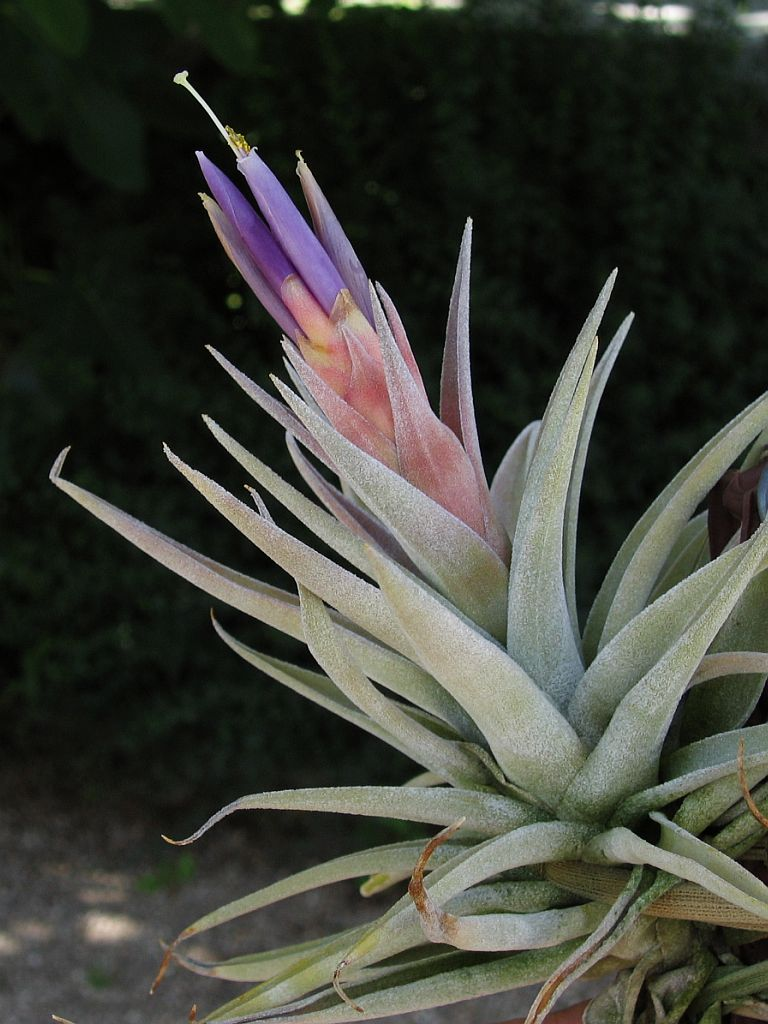
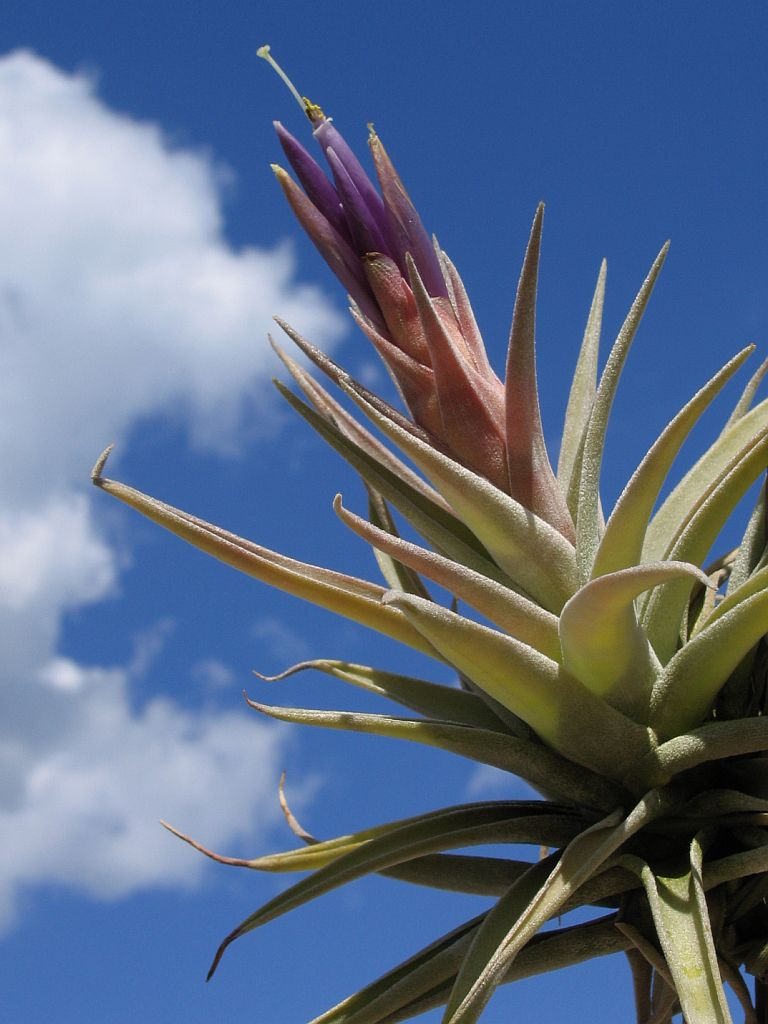